# Liste des fermes éoliennes en mer

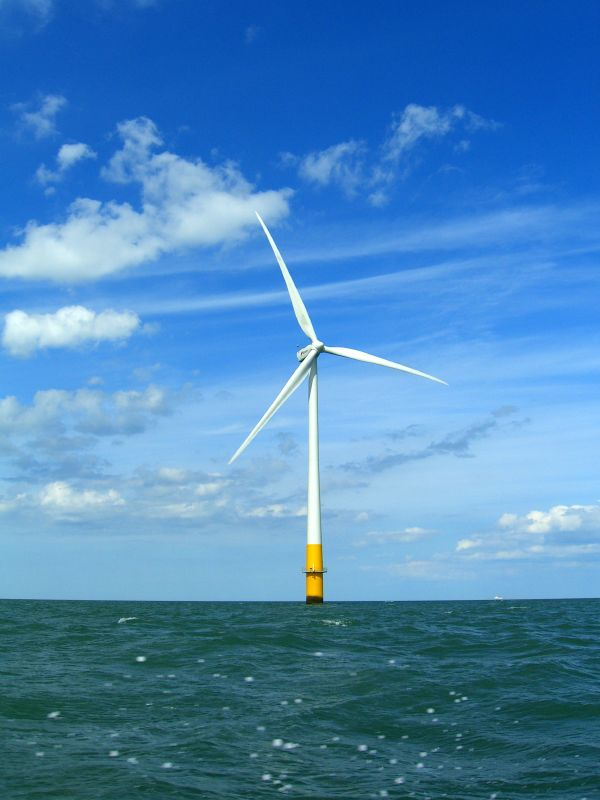
Une des éoliennes du Parc éolien de Kentish Flats.

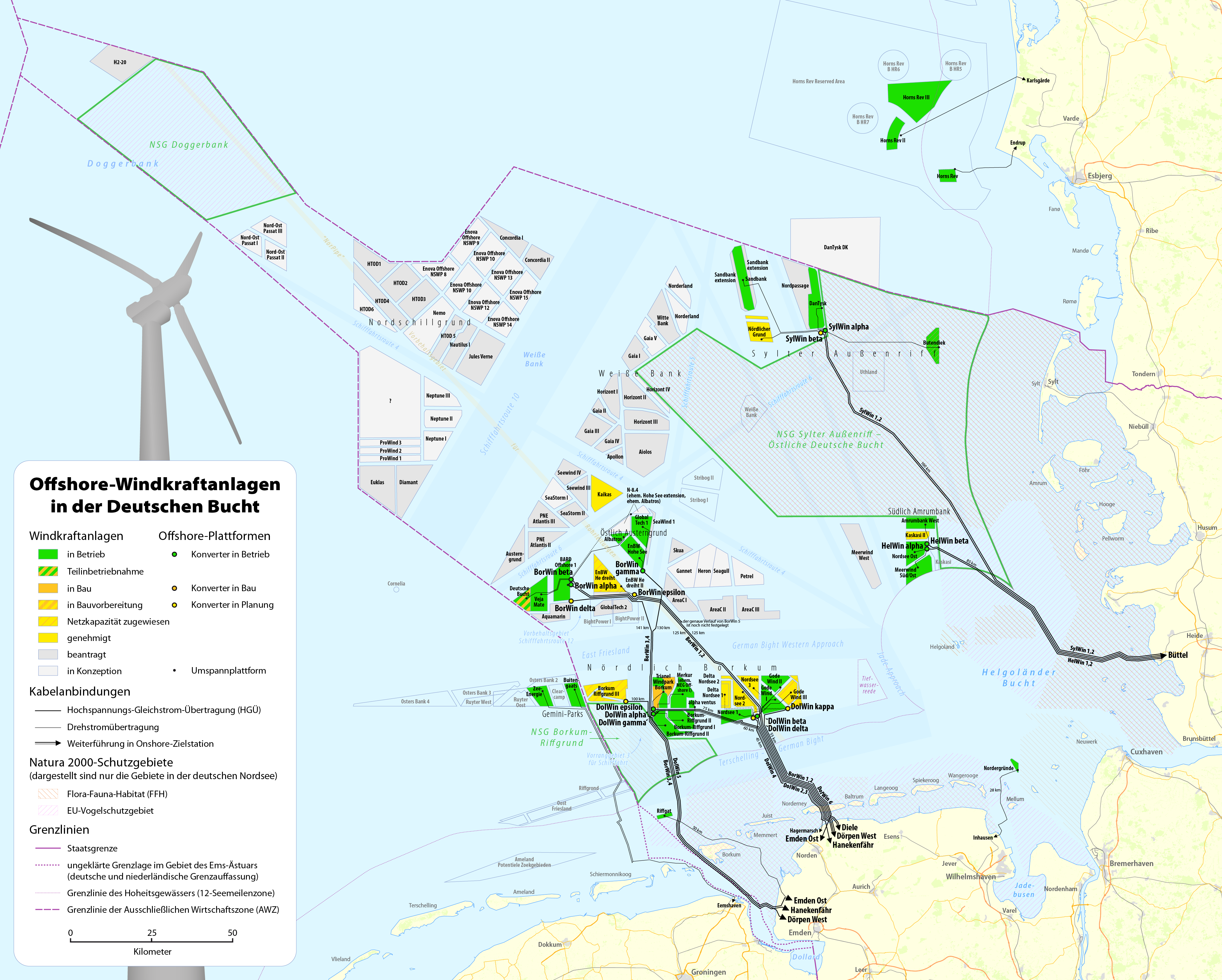
Fermes éoliennes dans la Baie Allemande

Ceci est la  liste des fermes éoliennes en mer qui sont actuellement opérationnelles, évaluées par la puissance nominale. La liste comporte également les dix plus grandes fermes éoliennes en mer qui sont en cours de construction, les dix plus gros projets, et les fermes éoliennes en mer avec une notoriété autres que la taille.
En juillet 2013, s'est achevée la construction du parc éolien de Thorntonbank d'une puissance de 325,2 MW devenant ainsi la plus grande ferme éolienne en mer de la mer du nord.
Il est suivi par le Thanet au Royaume-Uni  avec 300 MW, achevé en janvier 2011, et ensuite par Horns Rev II (209 MW) au Danemark. Le parc éolien de Greater Gabbard (504 MW) est le plus grand projet en cours de construction. Ces projets seront éclipsés par les parcs éoliens en cours d'études, y compris Dogger Bank avec 9 000 MW, Norfolk Bank (7 200 MW), et Irish Sea (4 200 MW).

## Les plus grandes fermes éoliennes en mer
Le tableau suivant est une liste des premières fermes éoliennes en mer qui sont actuellement opérationnelles, évaluées par la puissance nominale. Dans le cas d'une installation mise en place en plusieurs phases, la première date de mise en place est prise en compte.
| Parc éolien                         | Puissance nominale (MW) | Pays        | Nb et modèle d'éoliennes                         | Date de mise en service | Références |
| ----------------------------------- | ----------------------- | ----------- | ------------------------------------------------ | ----------------------- | ---------- |
| London Array                        | 630                     | Royaume-Uni | 175 × Siemens Energy SWT-3,6 MW                  | 2013                    | [ 1 ]      |
| Greater Gabbard                     | 504                     | Royaume-Uni | 140 × Siemens SWT-3,6 MW                         | 2012                    | [ 2 ]      |
| Parc éolien en mer de Saint-Nazaire | 480                     | France      | 80 × Haliade-150 6MW de GE Offshore Wind         | 2022                    | [ 3 ]      |
| Anholt                              | 400                     | Danemark    | 111 × Siemens SWP 3,6 MW                         | 2013                    | [ 4 ]      |
| Bard 1                              | 400                     | Allemagne   | 80 × BARD 5.0                                    | 2013                    | ,          |
| Walney                              | 367                     | Royaume-Uni | 102 × Siemens SWT-3,6 MW                         | 2012                    | [ 7 ]      |
| Thornton Bank I + II                | 325,2                   | Belgique    | 6 × REpower 5 MW + 48 × REpower 6,15 MW          | 2008                    | ,          |
| Sheringham Shoal                    | 317                     | Royaume-Uni | 88 × Siemens 3.6-107                             | 2012                    | ,          |
| Thanet                              | 300                     | Royaume-Uni | 100 × Vestas V90-3MW                             | 2010                    | ,          |
| DanTysk                             | 288                     | Danemark    | 80 × Siemens SWP 3,6 MW                          | 2013                    | [ 17 ]     |
| Northwind                           | 216                     | Belgique    | 72 × Vestas-V112 3 MW                            | 2014                    | ,          |
| Horns Rev II                        | 209                     | Danemark    | 91 × Siemens 2.3-93                              | 2009                    | [ 20 ]     |
| Rødsand II (en)                     | 207                     | Danemark    | 90 × Siemens 2.3-93                              | 2010                    | [ 21 ]     |
| Lynn and Inner Dowsing              | 194                     | Royaume-Uni | 54 × Siemens 3.6-107                             | 2008                    | ,          |
| Robin Rigg (Solway Firth)           | 180                     | Royaume-Uni | 60 × Vestas V90-3MW                              | 2010                    | ,          |
| Gunfleet Sands                      | 172                     | Royaume-Uni | 48 × Siemens 3.6-107                             | 2010                    | ,          |
| Nysted (Rødsand I)                  | 166                     | Danemark    | 72 × Siemens 2.3                                 | 2003                    | ,          |
| Bligh Bank (Belwind)                | 165                     | Belgique    | 55 × Vestas V90-3MW                              | 2010                    | [ 31 ]     |
| Horns Rev I                         | 160                     | Danemark    | 80 × Vestas V80-2MW                              | 2002                    | ,          |
| Formosa I                           | 128                     | Taïwan      | 20 x Siemens SWT-6.0-154 2 x Siemens SWT-4.0-130 | 2019                    | [ 33 ]     |
| Princess Amalia                     | 120                     | Pays-Bas    | 60 × Vestas V80-2MW                              | 2008                    | ,          |
| Lillgrund                           | 110                     | Suède       | 48 × Siemens 2.3                                 | 2007                    | ,          |
| Egmond aan Zee                      | 108                     | Pays-Bas    | 36 × Vestas V90-3MW                              | 2006                    | ,          |
| Riffgat                             | 108                     | Allemagne   | 30 × Siemens 3.6                                 | 2014                    | [ 37 ]     |
| Donghai Bridge                      | 102                     | Chine       | 34 × Sinovel SL3000/90                           | 2010                    | ,          |
| Kentish Flats                       | 90                      | Royaume-Uni | 30 × Vestas V90-3MW                              | 2005                    | ,          |
| Barrow                              | 90                      | Royaume-Uni | 30 × Vestas V90-3MW                              | 2006                    | ,          |
| Burbo Bank                          | 90                      | Royaume-Uni | 25 × Siemens 3.6-107                             | 2007                    | ,          |
| Rhyl Flats                          | 90                      | Royaume-Uni | 25 × Siemens 3.6-107                             | 2009                    | ,          |
| North Hoyle                         | 60                      | Royaume-Uni | 30 × Vestas V80-2MW                              | 2003                    | ,          |
| Scroby Sands                        | 60                      | Royaume-Uni | 30 × Vestas V80-2MW                              | 2004                    | ,          |
| Alpha Ventus                        | 60                      | Allemagne   | 6 × REpower 5M, 6 × Areva Wind M5000-5M          | 2009                    | ,          |
| Middelgrunden                       | 40                      | Danemark    | 20 × Bonus (Siemens) 2MW                         | 2001                    | ,          |
| Jiangsu Rudong Wind Farm            | 32                      | Chine       | 2 x 3 MW, 2 x 2.5 MW, 6 x 2 MW, 6 x 1.5 MW       | 2010                    | [ 50 ]     |
| Kemi Ajos I + II                    | 30                      | Finlande    | 10 × WinWinD 3MW                                 | 2008                    | ,          |
| Vänern (Gässlingegrund)             | 30                      | Suède       | 10 × WinWinD WWD-3-100                           | 2010                    | ,          |

## Les 10 plus grandes fermes éoliennes en mer en construction
Le tableau suivant dresse la liste des dix plus gros projet de parcs éoliens maritimes en construction, par leur puissance nominale.
| Parc éolien                         | Puissance nominale (MW) | Pays        | Nb et modèle d'éoliennes                 | Date de mise en service | Références |
| ----------------------------------- | ----------------------- | ----------- | ---------------------------------------- | ----------------------- | ---------- |
| Parc éolien de Greater Changhua     | 900                     | Taïwan      | 111 x Siemens Energy 8MW-167 DD          | 2022                    | [ 53 ]     |
| Walney Phase 3                      | 660                     | Royaume-Uni | ? x Siemens 7 MW                         | ?                       | [ 54 ]     |
| Parc éolien de Fécamp               | ~500                    | France      | 71 x Haliade-150 6MW de GE Offshore Wind | 2023                    | [ 55 ]     |
| Parc éolien en baie de Saint-Brieuc | 496                     | France      | 62 × Siemens Energy 8 MW-167 DD          | 2023                    | [ 56 ]     |
| Formosa II                          | 376                     | Taïwan      | 47 × Siemens 8MW-167 DD                  | 2020                    | [ 57 ]     |
| Ormonde                             | 150                     | Royaume-Uni | 30 × REpower 5M                          | 2012                    | ,          |
| Tricase                             | 90                      | Italie      | 38 × 2.4 MW                              | 2012                    | [ 59 ]     |
| Baltic 1                            | 48                      | Allemagne   | 21 × Siemens 2.3-93                      | 2011                    | ,          |
| Weihai I                            | 45                      | Chine       | 30 x 1,5 MW                              | 2011                    | ,          |

## Les 10 plus grands projets de fermes éoliennes offshore
Le tableau suivant dresse la liste des dix plus grands parcs éoliens offshore (par leur puissance nominale) qui sont seulement au stade de projet, et qui ont obtenu au moins quelques-unes des autorisations nécessaires avant que la construction ne puisse commencer.
| Parc éolien     | Puissance nominale (MW) | Pays         | Autorisations                    | Nombre d'éoliennes | Mise en service | Références |
| --------------- | ----------------------- | ------------ | -------------------------------- | ------------------ | --------------- | ---------- |
| Dogger Bank     | 9 000                   | Royaume-Uni  | Crown Estate Round 3             |                    |                 | [ 64 ]     |
| Sinan           | 8 200                   | Corée du Sud |                                  | ~ 1000             | 2030            | [ 65 ]     |
| Norfolk Bank    | 7 200                   | Royaume-Uni  | Crown Estate Round 3             |                    |                 | [ 64 ]     |
| Irish Sea       | 4 200                   | Royaume-Uni  | Crown Estate Round 3             |                    |                 | [ 64 ]     |
| Hornsea         | 4 000                   | Royaume-Uni  | Crown Estate Round 3             |                    |                 | [ 64 ]     |
| Firth of Forth  | 3 500                   | Royaume-Uni  | Crown Estate Round 3             |                    |                 | [ 64 ]     |
| Formosa III     | 2 000                   | Taïwan       |                                  |                    |                 | [ 66 ]     |
| Bristol Channel | 1 500                   | Royaume-Uni  | Crown Estate Round 3             |                    |                 | [ 64 ]     |
| Moray Firth     | 1 300                   | Royaume-Uni  | Crown Estate Round 3             |                    |                 | [ 64 ]     |
| Triton Knoll    | 1 200                   | Royaume-Uni  | Crown Estate Round 2             |                    |                 | [ 67 ]     |
| Codling         | 1 100                   | Irlande      | 99-year Foreshore Lease          |                    |                 | ,          |
| He Dreiht       | 595                     | Allemagne    | Planning consent for both phases |                    |                 | [ 70 ]     |

## Autres fermes éoliennes en mer notables
| Parc éolien          | Pays        | Année | Point remarquables | Références |
| -------------------- | ----------- | ----- | --- | ---------- |
| Vindeby              | Danemark    | 1991  | Première installation en mer ; 11 Bonus de 450 kW                                                                                | ,          |
| Beatrice Wind Farm   | Royaume-Uni | 2007  | 2 éoliennes prototypes REpower de 5 MW, possédant les fondations les plus profondes (45 m)                                       | ,          |
| Hywind               | Norvège     | 2009  | Première grande éolienne flottante, en eau profonde : éolienne Siemens 2,3 MW (profondeur des fonds marins du site : 220 mètres) | ,          |
| WindFloat 1          | Portugal    | 2011  | Première éolienne flottante de type semi-submersible avec turbine Vestas V80-2MW installée en cale sèche.                        | [ 79 ]     |
| Bligh Bank (Belwind) | Belgique    | 2013  | Plus puissante éolienne au monde (en test) : éolienne Alstom Renewable Power Haliade 150 6 MW                                    | [ 80 ]     |